# Admire
Admire är en ort i Lyon County i Kansas. Vid 2010 års folkräkning hade Admire 156 invånare.